# Olavius avisceralis
Olavius avisceralis är en ringmaskart som först beskrevs av Erséus 1981.  Olavius avisceralis ingår i släktet Olavius och familjen glattmaskar. Inga underarter finns listade i Catalogue of Life.